# Individualistički anarhizam
Individualistički anarhizam ili anarhoindividualizam je ideja o slobodi individue u takvom smislu da svijest pojedinca i ostvarenje vlastitih interesa ne treba biti ograničeno ni sputavano od strane bilo kakvog kolektivnog tijela ili javne vlasti. Ovaj stav također zastupa ideju da je uvođenje "sustava demokracije i većinskog odlučivanja" nad odlukom pojedinca beskorisno. Individualistički anarhisti smatraju da samo pojedinac ima pravo upravljati vlastitim životom i da je svako vanjsko upravljanje tiranija.
Mnogi vide individualistički anarhizam kao posebnu vrstu anarhizma, potpuno drukčiju od kolektivističkog i  komunističkog anarhizma. Neki smatraju da individualističko krilo anarhizma ističe negativnu slobodu, to jest suprotstavlja se državnoj i društvenoj kontroli pojedinca, dok oni koji pripadaju kolektivističkom krilu anarhizma ističu pozitivnu slobodu da bi dostigli potencijale pojedinca i tvrde da ljudska bića imaju potrebe koje društvo treba ispuniti. Još jedna razlika je u tome da društveno krilo promiče zajedničko vlasništvo kao sredstvo da se eliminira nejednaka ekonomska moć, dok individualistički anarhizam podržava privatnu proizvodnju, čak i da se dobra i usluge distribuiraju kroz tržište. U skladu s tim slijedi i stav da nisu protiv neravnopravne distribucije dobara i to prihvaćaju kao posljedicu slobodne konkurencije. Ovom shvaćanju je svojstveno i to da se ne promiče revolucija radi ukidanje države.
Postoji nekoliko tradicija individualističkog anarhizma. Raniji su teoretičari bili motivirani progresivnim racionalizmom (u slučaju Williama Godwina) i racionalnim egoizmom Maxa Stirnera. Ovakvi oblici anarhizma su se najviše pojavljivali u SAD-u i predstavnici su bili Henry David Thoreau, Josiah Warren, Benjamin Tucker, Lysander Spooner, Ezra Heywood, Stephen Pearl Andrews i Murray Rothbard. Suvremeni predstavnici su Kevin Carson, Joe Peacott, Wendy McElroy, David D. Friedman i Robert Paul Wolff. Christopher Morris smatra da je individualistički anarhizam koji podržava tržišno društvo, kao kod Friedman a i Rothbarda, privukao više ljudi u SAD-u dok slobodarski socijalizam (neki ga nazivaju anarhokomunizam) ima veću bazu u Europi.

## Kritike
Murray Bookchin je kritizirao individualistički anahizam zbog njegovog suprotstavljanja demokraciji i padanje u "lifestylism" na račun klasne borbe. On je smatrao da pobornici ove ideje podržavaju samo negativnu slobodu i odbijaju ideju pozitivne slobode. Anarhokomunist Albert Meltzer smatra da se oni radikalno razlikuju od revolucionarnog anarhizma i da olako odgovaraju "na kraju krajeva, to je anarhizam". Tvrdio je da Tuckerovo prihvaćanje korištenja privatne policije (i za slamanje nasilnih štrajkova da bi se zaštitila sloboda poslodavca) je kontradiktorna definiciji anarhizma bez vlasti. S takvim razlozima se Meltzer suprotstavljao anarhokapitalizmu, tvrdeći da pošto podržavaju privatnu vojsku zapravo podržavaju "ograničenu državu". Tvrdio je da je anarhizam moguće zamisliti jedino kao slobodnog i komunističkog.
Gareth Griffith i George Bernard Shaw su najprije simpatizirali individualistički anarhizam, ali su kasnije zaključili da je to u stvari negacija socijalizma i, u stvari, nedruštvenost koja se provodi logičnim zaključcima koje može donijeti bilo kakav luđak u svom životu. Shaw tvrdi da čak i da se dobra izvorno dijele ravnopravno ljudima, ideja koju propagira Tucker (dozvola privatne proizvodnje i akumulacije) bi dovela do neravnopravnog bogatstva ljudi u društvu.
Carlotta Anderson je individualistkinja koja ne vidi ništa loše u tome da slobodna konkurencija rezultira u neravnopravnoj raspodjeli dobara. Tucker je također rekao "ako ja prolazim svojim životom kao slobodan i bogat, ne treba da plačem zato što je moj susjed, isto tako slobodan, bogatiji. Sloboda će neminovno sve napraviti bogatim ali ih neće učiniti ravnopravno bogatima."

## Vanjske poveznice
- Individualist anarchist resources, pristupljeno 11. veljače 2014.
- "Anarchist Individualism as a Life and Activity" tekst Emile Armand, pristupljeno 11. veljače 2014.
- A.3.1 What are the differences between individualist and social anarchists?, pristupljeno 11. veljače 2014.
- Mini-Manual of Individualism autora Hana Rynera, pristupljeno 11. veljače 2014.
- Ego i njegovo vlasništvo' autora Maxa Stirnera, pristupljeno 11. veljače 2014.
- Mutualist.org. antikapitalizam slobodnog tržišta, pristupljeno 11. veljače 2014.
- La insumisión voluntaria. El anarquismo individualista español durante la dictadura y la segund arepública (1923-1938) PDF na španjolskom. Pristupljeno 11. veljače 2014.
- THE "ILLEGALISTS" autora Douga Imrieja, pristupljeno 11. veljače 2014.
- "An Introduction to Individualist Anarchism" autora Andrewa Rogersa, pristupljeno 11. veljače 2014.
- Članci autorice Wendy McElroy o individualističkom anarhizmu, pristupljeno 11. veljače 2014.
- Esej Benjamina Tuckera iz 1886., pristupljeno 11. veljače 2014.